# Onciale 0284
- Papyrus
- Onciale
- Minuscules
- Lectionnaire

Le Codex 0284 (dans la numérotation Gregory-Aland), est un manuscrit du Nouveau Testament sur parchemin écrit en écriture grecque onciale.

## Description
Le codex se compose de deux folios. Il est écrit en deux colonnes par page, 29 lignes par colonne. Les dimensions du manuscrit sont 28 cm x 21 cm,. Les paléographes datent ce manuscrit du VIIIe siècle.
C'est un manuscrit contenant le texte de l'Évangile selon Matthieu (26,75-27,7; 27,9-11.13-17; 28,15-18.20). C'est un palimpseste.
Le texte du codex Kurt Aland ne l'a placé dans aucune Catégorie.
Lieu de conservation
Il est conservé au Monastère Sainte-Catherine (N.E. ΜΓ 48) dans le Sinaï,.